# Mass Effect 3
Mass Effect 3 es el nombre del videojuego de rol de acción desarrollado por BioWare y publicado por Electronic Arts que es el tercero y último de la trilogía iniciada por Mass Effect. El juego ha tenido un lanzamiento simultáneo para Microsoft Windows, Xbox 360, PlayStation 3 y posteriormente Wii U.

## Argumento
La Tierra arde. Sorprendiendo desde más allá del espacio conocido, una raza de máquinas aterradoras, los Segadores, han comenzado la eliminación de la vida en la Vía Láctea, empezando por los batarianos y la humanidad.
El participante toma el rol del Comandante Shepard, un ex-marine de la Alianza, que debe preparar una ofensiva para salvar a la especie humana de su extinción y a todas las especies de la galaxia.
Una historia dinámica en la que el jugador decidirá qué planetas son aniquilados y a partir de allí, la historia y los eventos se modificarán.

### Exploración
El sistema de exploración de Mass Effect 2 ha sido remplazado por una nueva mecánica a través de la cual se logra toda clase de información, es decir, si hay elementos y mercancías útiles que pudieran haber quedado diseminadas, artefactos y créditos.
En última instancia y acercándose al planeta elegido, se puede lanzar una nave para ultimar detalles y obtener un sondeo más claro sobre escombros de buques oportunamente destruidos y células de combustible. Este último elemento de suma importancia ya que son pocos los depósitos diseminados en el mapa estelar.
Mass Effect 3 está decididamente más orientado a la acción que sus versiones predecesoras. La forma de combate principal es una versión aún más fuerte y pulida de lo que se vio en ME2, por lo que los disparos se sienten muy precisos.
En esta ocasión hay mayor variedad de enemigos y por tal, se requieren tácticas diferentes para vencer.

### Elementos RPG
Mientras ME3 no tiene tantos elementos de RPG como Mass Effect, la historia es más profunda que ME2. Se deben ganar puntos de experiencia para aumentar el nivel y con estos llega la posibilidad de asignar experiencia e incrementar las habilidades del personaje.
El peso de las armas afecta el tiempo de recarga, por lo que el participante deberá seleccionar cuidadosamente las armas a llevar en las diferentes misiones que se presenten. Hay gran cantidad de armamento para elegir y a su vez, estos pueden ser modificados y actualizados alterando el rendimiento notablemente. De igual manera con los escudos y armaduras. Si bien el equipamiento se presenta agrupado, el jugador puede tomar diferentes piezas formando conjuntos totalmente personalizados.

### Jugabilidad
El título cuenta con un modo cooperativo, mediante la opción multijugador en línea, a través del cual podrá participar con amistades en una lucha conjunta para preservar a la galaxia de tan temible amenaza.

## Personajes
| Personaje                | Doblaje                                        |
| ------------------------ | ---------------------------------------------- |
| Comandante Shepard       | Mark Meer (masculino) Jennifer Hale (femenino) |
| Liara T'Soni             | Ali Hillis                                     |
| Kaidan Alenko            | Raphael Sbarge                                 |
| Ashley Williams          | Kimberly Brooks                                |
| Garrus Vakarian          | Brandon Keener                                 |
| Tali'Zorah vas Normandía | Ash Sroka                                      |
| Teniente James Vega      | Freddie Prinze Jr.                             |
| SID                      | Tricia Helfer                                  |
| Javik                    | Ike Amadi                                      |
| Jeff "Joker" Moreau      | Seth Green                                     |
| Almirante David Anderson | Keith David                                    |
| Almirante Steven Hackett | Lance Henriksen                                |
| El Hombre Ilusorio       | Martin Sheen                                   |
| Kai Leng                 | Troy Baker                                     |
| Miranda Lawson           | Yvonne Strahovski                              |
| Mordin Solus             | William Salyers                                |
| Jack                     | Courtenay Taylor                               |
| Aria T'Loak              | Carrie-Anne Moss                               |
| Teniente Steve Cortez    | Matthew del Negro                              |
| Consejero Donnel Udina   | Bill Ratner                                    |
| Diana Allers             | Jessica Chobot                                 |
| Jacob Taylor             | Adam Lazarre-White                             |
| Legión                   | D.C. Douglas                                   |
| Samara                   | Maggie Baird                                   |
| Morinth                  | Natalia Cigliuti                               |

## Ventas
Según Bioware en su primer día a la venta en los EE. UU. se vendieron casi 900 mil copias en solo 24 horas. Atendiendo a su primer fin de semana, las ventas de Mass Effect 3 han superado las de la primera entrega y la segunda entrega juntas. Según Vgchartz, las ventas de Mass Effect en su primera semana en X360 fueron de 1,616,958 copias, para PS3 fueron 498,263 copias y para PC un total de 282,806 copias. Al mes de su publicación, según Vgchartz, las ventas ascendían a 3.400.000 copias entre las 3 plataformas.

## Desarrollo
El juego ha sido desarrollado nuevamente por Bioware y distribuido por Electronic Arts. Bioware confirmó que Mass Effect 3 se ha llevado a cabo con el motor Unreal Engine 3 y que algunos actores de voz como Tricia Helfer, Seth Green y otros, confirmaron su regreso en la última entrega a principios de 2011. En abril de 2011 se confirmó que aunque el juego usa el motor Unreal Engine 3, cuenta con la ayuda de algunos diseñadores de DICE para el diseño de nuevas mejoras en Mass Effect 3. Luego en la E3 2011 se anunció que el juego estaría listo y a la venta en marzo de 2012. A finales de año, Cómic-Con mostró varias demos de Shepard luchando contra los segadores con ayuda de varios aliados.
El proyecto en cuanto a nivel diseño superaba a sus predecesores en los siguientes aspectos: número de líneas de diálogo, eventos según variación de la historia, conversaciones en Normandía.

## Polémica y campaña anti-LGBT
Mass Effect 3 es el primer juego de la franquicia en incluir entre sus opciones de romance el amor homosexual, tanto con el Shepard masculino como el femenino. Electronic Arts, que también incluyó la posibilidad de romance homosexual en Star Wars: The Old Republic, ha recibido miles de cartas de una campaña de «valores familiares» anti-gay, que desaprueban la inclusión, alegando que de algún modo fuerza la homosexualidad en «chicos jóvenes e impresionables».
Jeff Brown, vicepresidente de comunicación corporativa de EA, alegó que los juegos incluyen descriptores de contenido ESRB que hacen difícil creer que nadie se vea sorprendido por el contenido. «Esto no va de proteger a los niños, sino sobre acoso político», dijo Brown en entrevista con GamesIndustry, y añadió: «en breve, añadiremos opciones para relaciones con el mismo sexo en nuestros juegos; no toleramos discursos de odio en nuestros foros».

## Recepción y crítica
Mass Effect 3 recibió críticas excelentes al igual que sus predecesores. Game Informer lo premió con una puntuación de 10/10. En la escala de A a F, 1UP.com le dio una A y mencionó "el final de la historia de nuestro Shepard lo convierte en el juego de rol de 2012". Meristation le dio un 9.6/10 diciendo "Bioware cierra con brillantez una de las trilogías más importantes de esta generación, dejando una gran huella en todos los que han subido a bordo de la Normandy".
Sin embargo, a pesar de las buenas críticas por parte de la industria y los medios de comunicación, el final de Mass Effect 3 fue duramente criticado por los fanes debido a que se incumplieron sistemáticamente muchas promesas realizadas durante el desarrollo y el marketing del juego, muchas líneas argumentales de los juegos precedentes no se aprovecharon o se desarrollaron pobremente, y el aspecto en general del juego debido a numerosos bugs y una parte final con un tempo narrativo y jugable por debajo del resto hicieron especular con un desarrollo incompleto de este. El aspecto que más polémica desató fue que no se había cumplido la promesa de múltiples finales dependiendo de las decisiones a lo largo de toda la trilogía, en la promoción previa del juego se insistió en que el final tendría numerosas variaciones en función de las decisiones previas y que no sería un final o grupo de finales estilo A, B, y C, que fue lo que precisamente se ofreció. Esto obligó a BioWare a lanzar un DLC con un final extendido el 26 de junio de 2012 donde se ampliaban los tres finales del juego haciéndolos más variados y aclarando determinadas cuestiones que llevaban a especular con que el final era algo irreal y que ocurría en la cabeza del protagonista (teoría de la adoctrinación), se añadió a su vez un breve cuarto final.

## Teoría de adoctrinamiento
Según una teoría elaborada por un grupo de aficionados, hay múltiples elementos en la trama de los tres juegos de la saga Mass Effect que apuntan a que la experiencia vivida por el protagonista en la recta final del juego es una alucinación provocada por el control mental de las entidades conocidas como Segadores, antagonistas y enemigos recurrentes en la saga.
En el juego el protagonista sufre de sueños perturbadores donde divisa sombras con aspecto aceitoso y escucha voces, en anteriores juegos la reina de la raza insectoide conocida como Rachni, apuntaba en la primera entrega Mass Effect a estas mismas sombras como indicios de que su raza estaba siendo controlada, así mismo el hecho de escuchar voces ilusorias son un síntoma confesado por humanos sometidos al adoctrinamiento, algo registrado en humanos que pasaron tiempo dentro de naves segadoras, como se pudo ver en Mass Effect 2. Otro aspecto significativo es que el antagonista conocido como el Hombre Ilusorio puede suicidarse en la recta final del tercer juego adoptando exactamente el mismo modus operandi que el villano Saren de la primera entrega. Es conocido desde los inicios del juego que los Segadores suelen presentarse como entidades pseudodivinas y manipulan los recuerdos de los sujetos que controlan; por lo tanto, todo lo vivido en la recta final del juego puede ser interpretado como una representación de la batalla mental del protagonista contra el adoctrinamiento, siendo tanto las presencias del Hombre Ilusorio como la del Capitán David Anderson representaciones evocadas en la mente de Shepard mientras lucha por evitar el control mental.
Según esta teoría, el único final donde se consigue la victoria y la destrucción de los Segadores es el final donde se apuesta por sus destrucción, considerando los otros 2 como la quiebra de la voluntad del protagonista al proceso de adoctrinamiento mental, algo que es representado visualmente con la conversión de Shepard en cascarón o en una entidad omnisciente muy similar a un segador. 
Los principales desarrolladores del juego confirmaron que si bien en una fase inicial del desarrollo se contempló el adoctrinamiento del protagonista en la recta final del juego, esta idea fue posteriormente descartada por no poder implementarla correctamente en la jugabilidad, si bien no rechazaron taxativamente las interpretaciones de los fanes.

## Premios
Mass Effect 3 fue uno de los mejores juegos del año 2012, por lo cual la ceremonia anual Spike Video Game Awards, llevada a cabo el 7 de diciembre de 2012 en Sony Pictures Studios en Culver City, California, lo nominó en cinco categorías, ganando un solo premio:
- Juego del Año (Nominado)
- Personaje del Año: Comandante Shepard (Nominado)
- Mejor RPG (Ganador)
- Mejor Interpretación Femenina: Jennifer Hale como la Comandante Shepard (versión mujer) (Nominada)
- Mejor DLC (Contenido Descargable): Mass Effect 3 - Leviathan (Nominado)

## Ver
- Mass Effect
- Mass Effect 2